# Апшон
Апшо́н (фр. и окс. Apchon) — коммуна во Франции, находится в регионе Овернь. Департамент — Канталь. Входит в состав кантона Рьом-э-Монтань. Округ коммуны — Морьяк.
Код INSEE коммуны — 15009.
Коммуна расположена приблизительно в 410 км к югу от Парижа, в 70 км юго-западнее Клермон-Феррана, в 45 км к северо-востоку от Орийака.

## Население
Население коммуны на 2008 год составляло 209 человек.
| 1962 | 1968 | 1975 | 1982 | 1990 | 1999 | 2008 |
| ---- | ---- | ---- | ---- | ---- | ---- | ---- |
| 400  | 455  | 352  | 313  | 257  | 242  | 209  |

## Экономика
В 2007 году среди 124 человек в трудоспособном возрасте (15—64 лет) 82 были экономически активными, 42 — неактивными (показатель активности — 66,1 %, в 1999 году было 71,2 %). Из 82 активных работали 75 человек (47 мужчин и 28 женщин), безработных было 7 (1 мужчина и 6 женщин). Среди 42 неактивных 6 человек были учениками или студентами, 16 — пенсионерами, 20 были неактивными по другим причинам.

## Фотогалерея
- Апшон
- Апшон
- Церковь
- Фонтан